# Ire Works
Ire Works è il terzo album della band mathcore statunitense The Dillinger Escape Plan pubblicato, il 5 novembre 2007 in Inghilterra e otto giorni dopo negli Stati Uniti, dalla Relapse Records.
L'album continua con la sperimentazione introdotta in Miss Machine, distanziandosi ulteriormente dai primi lavori della band soprattutto per quanto riguarda il cantato più "regolare".
Questo è il primo album senza il batterista fondatore Chris Pennie, passato ai Coheed and Cambria, il cui posto viene preso da Gil Sharone, le parti di chitarra sono state tutte registrate da Ben Weinman a causa di un infortunio di Brian Benoit.
Secondo il magazine Terrorizer, questo è l'ultimo album con la Relapse. Inoltre è anche quello di maggior successo sia sotto il punto di vista della critica sia sotto quello delle vendite, debuttando al 142º posto della Billboard con 7 000 copie vendute nella prima settimana, il dato vero però si aggira intorno alle 11 000 copie considerando anche le prevendite.
L'album vede anche la partecipazione dell'ex-cantante della band Dimitri Minakakis (in "Fix Your Face") e di Brent Hinds dei Mastodon (in "Horse Hunter").
L'artwork è stato disegnato da Shelby Cinca della "Frodus and Decahedron" ed è stato scelto dalla band per le sue influenze fantascientifiche e futuriste. Inoltre contiene anche un riferimento alla tassonomia di Bloom.

## Tracce
1. Fix Your Face – 2:42
2. Lurch – 2:03
3. Black Bubblegum – 4:04
4. Sick On Sunday – 2:10
5. When Acting As A Particle – 1:23
6. Nong Eye Gong – 1:16
7. When Acting As A Wave – 1:33
8. 82588 – 1:57
9. Milk Lizard – 3:55
10. Party Smasher – 1:57
11. Dead As History – 5:29
12. Horse Hunter – 3:11
13. Mouth Of Ghosts – 6:50
14. The Perfect Design (Bonus) – 3:57

## Formazione
- Greg Puciato - voce
- Ben Weinman - chitarra
- Jeff Tuttle - chitarra
- Liam Wilson - basso
- Gil Sharone - percussioni